# レディ・フォー・フレディ
| 専門評論家によるレビュー            | 専門評論家によるレビュー |
| レビュー・スコア                    | レビュー・スコア         |
| 出典                                | 評価                     |
| ----------------------------------- | ------------------------ |
| Allmusic                            | [ 2 ]                    |
| The Rolling Stone Jazz Record Guide | [ 3 ]                    |

『レディ・フォー・フレディ』(Ready for Freddie) は、1962年にブルーノート・レコードから BLP 4085 および BST 84085 としてリリースされた、トランペット奏者フレディ・ハバードのアルバム。2003年にはリマスターされた上で、CDで再発売された。オリジナルのLP盤には、CDに収録された別テイク2曲は入っていない。ハバードのほか、バーナード・マッキニー、ウェイン・ショーター、マッコイ・タイナー、アート・デイヴィス、エルヴィン・ジョーンズによる演奏が収められている。

## 評価
オールミュージックで公開されているハード・バップについてのエッセイ「Hard Bop」でスコット・ヤナウは、このアルバムを「17 Essential Hard Bop Recordings」（「ハード・バップの粋17枚」といった意）のひとつに挙げている。

## 収録曲
特記のない曲は、フレディ・ハバードの作曲作品。
1. アリエティス - "Arietis" - 6:41
2. ウィーヴァー・オブ・ドリームス - "Weaver of Dreams" (Elliott, Young) - 6:35
3. マリー・アントワネット - "Marie Antoinette" (Shorter) - 6:38
4. バードライク - "Birdlike" - 10:15
5. クライシス - "Crisis" - 11:33
6. アリエティス（別テイク） - "Arietis" [alternate take] - 5:51
7. マリー・アントワネット（別テイク） - "Marie Antoinette" [alternate take] (Shorter) - 6:15

## パーソネル
- フレディ・ハバード - トランペット
- バーナード・マッキニー - ユーフォニウム
- ウェイン・ショーター - テナー・サクソフォーン
- マッコイ・タイナー - ピアノ
- アート・デイヴィス - ダブルベース
- エルヴィン・ジョーンズ - ドラムス